# Constance Jablonski
Constance Jablonski (Lilla, 17 aprile 1991) è una supermodella francese.

## Carriera
Nel 2006 partecipa al concorso per la ricerca di nuove modelle Elite Model Look e nello stesso anno firma con la Elite Model Management a Parigi.
Nel 2008 entra a far parte della Marilyn Agency di New York e nel mese di settembre debutta nelle sfilate di Max Azria, Diane von Fürstenberg e Donna Karan. A Milano apre gli show primaverili di Blugirl by Blumarine e La Perla. In ottobre partecipa per la prima volta alla Settimana della Moda di Parigi sfilando per Dries Van Noten, Louis Vuitton, Nina Ricci e Vivienne Westwood; nello stesso mese appare in un editoriale della versione italiana di Marie Claire, fotografata da Max Cardelli. A novembre ottiene la sua prima copertina sulla rivista italiana Amica e nello stesso mese partecipa ad un editoriale di Numéro, fotografata da Sofia Sanchez e Mauro Mongiello. A dicembre Steven Meisel la ritrae per un editoriale di Vogue Italia. Seguono poi editoriali per molte riviste internazionali come W, i-d, Vogue (America, Giappone, Cina, Francia) e le copertine di Vogue Portogallo (novembre 2009), Cina (marzo 2010) e Grecia (luglio 2010).

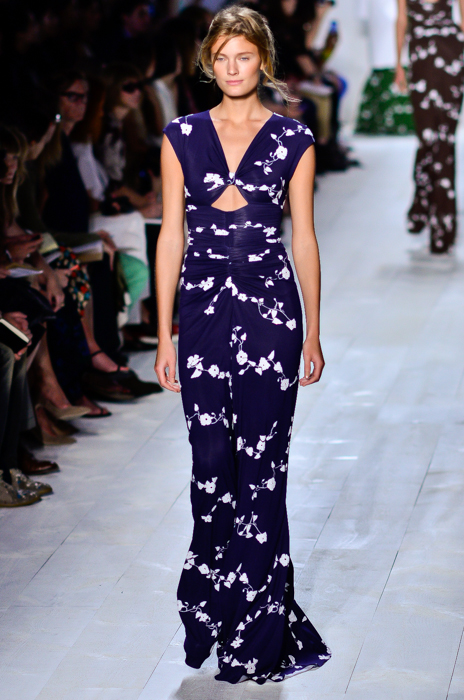
Constance Jabloski in passerella per Michael Kors, nel settembre 2013.

Nel 2009 diventa il volto della campagna pubblicitaria di D&G, per la quale viene fotografata da Mario Testino insieme alle colleghe Imogen Morris Clarke e Tanja Dzjahileva. Lavora inoltre per le campagne di Topshop, Calvin Klein, Donna Karan e Moschino, Gap, Cesare Paciotti, Alberta Ferretti, Y-3, H&M, Benetton e diverse altre. A gennaio compare in un editoriale di Vogue Italia, fotografata da Richard Burbridge e nello stesso mese sfila per l'alta moda di Givenchy a Parigi. A febbraio compare negli editoriali di W e Russian Vogue; il mese seguente è in due editoriali di Teen Vogue. A settembre partecipa a ben 72 sfilate, diventando così la modella più richiesta della stagione. A settembre è alla terza posizione nella classifica del sito style.com dedicata ai nuovi volti della moda.
Insieme a Monika Jagaciak, Sigrid Agren, Jacquelyn Jablonski, Karlie Kloss, Frida Gustavsson, Tati Cotliar, Hanne Gaby Odiele, Kasia Struss e Iris Strubegger Constance è una delle indossatrici di nuova generazione più richieste in passerella.
Pur essendo giovanissima nel 2010 firma un lucrativo contratto pubblicitario con la casa di cosmetici Estée Lauder. A febbraio dello stesso anno si riconferma una delle nuove top model più richieste in passerella, sfila alle settimane della moda (autunno/inverno 2010) di New York, Londra, Milano e Parigi per i maggiori stilisti: Ralph Lauren, Oscar de la Renta, Tommy Hilfiger, Marc Jacobs, Roberto Cavalli, Fendi, Gianfranco Ferré, Dolce & Gabbana, Gucci, Prada, Missoni, Blumarine, Salvatore Ferragamo, Max Mara, Etro, Versace, Chanel, Christian Dior, Balenciaga, Yves Saint Laurent, Louis Vuitton, Hermès, John Galliano e molti altri ancora per un totale di oltre 60 sfilate.
L'edizione francese della rivista Vogue a luglio del 2010 ha messo in commercio, allegato al numero mensile, un DVD intitolato "Les Filles en Vogue" (le ragazze in voga). Il DVD è stato voluto da Carine Roitfeld, direttrice della rivista, per riprendere la vita quotidiana di quelle che per lei sono le 5 modelle più richieste al momento: Natasha Poly, Freja Beha Erichsen, Sessilee Lopez, Saša Pivovarova e Constance. Il DVD mostra tutti i dietro le quinte della vita delle 5 modelle: i casting, i backstage delle sfilate, i continui viaggi e molto altro.
Sempre nel 2010 diventa testimonial della campagna pubblicitaria Hermès per l'autunno/inverno 2010.
Nel marzo 2014 viene posta alla posizione numero 11 della classifica relativa alle 50 migliori e più ricercate modelle del periodo stilata dal sito models.com.

### Copertine
- Australia: Russh - maggio/giugno 2009
- Brasile: Vogue - novembre 2012
- Cina: Vogue - marzo 2010, febbraio 2013; Numerò - settembre 2011
- Danimarca: Cover - settembre 2009
- Francia: French Revue de Modes - autunno/inverno 2009; Elle- settembre 2011, giugno 2015, gennaio 2016; Glamour - giugno 2016; Grazia - maggio 2016
- Germania: Zoo Magazine - numero 24 autunno 2009; Vogue - settembre 2010, marzo 2011, febbraio 2013, agosto 2015
- Grecia: Vogue - luglio 2010
- Italia: Amica - novembre 2008; Vogue Beauty - gennaio, agosto 2009; Grey Magazine - primavera/estate 2010
- Nuova Zelanda: Black - autunno 2009
- Spagna: Elle - ottobre 2015; Harper's Bazaar - maggio 2015; Vogue - giugno 2014
- Portogallo: Vogue - maggio 2009
- Stati Uniti: Amica - novembre 2008; Numerò - ottobre 2010, giugno, luglio 2014
- Russia: Harper's Bazaar - novembre 2009, marzo 2012; Vogue - marzo 2011

### Curiosità
- Suo padre è un affermato dermatologo in Francia.
- Nonostante abbiano lo stesso cognome non ha parentela con la top model americana Jacquelyn Jablonski.

## Agenzie
- Elite Model Management - Milano, Parigi, Londra e Città del Capo
- Marilyn Agency - New York
- Place Model Management
- Exception Models